# Sirrah (группа)
Sirrah - польская метал-группа, играющая в стиле дум\дэт-метал, образовавшаяся в городе Ополе. Группа распалась в 1999 году из-за финансовых проблем. 

## История
Музыкальный коллектив Sirrah был основан летом 1992 года в городе Ополе Радославом "Бай'сар" Байсаровичем и Мацеком "Мэтт" Пасиньским. Первой песней новой группы была On the Verge. Вскоре к группе присоединились Славомир "Славек" Лисицкий (бас) и Бартош "Барт" Роевский (ударные). В этом составе Sirrah выпустили демо "Once More Before We Soar". После записи демо к группе примкнули ещё три человека - клавишник Кшиштоф "Крис" Пассович, альтистка Магдалена Брудзиньская и вокалист Томек "Том" Жижик. В таком составе Sirrah приступили к записи дебютного альбома в студии "Labyrinth and Pillbox". Альбом планировалось издать на Melissa Productions, но из-за финансовых проблем лейбла Sirrah вынуждены были искать новый. После выступления на разогреве у Deep Purple такой лейбл нашёлся - Music for Nations. После заключения контракта участники группы вновь отправились в студию для перезаписи альбома. В группу также пришли новые участники - Кшиштоф "Кристофер" Мажецкий - бас и Михал "Майкл" Березицкий - ударные. 
В 1997 году Sirrah участвовали в фестивале Metalmania вместе с Samael, Tiamat, Moonspell, Anathema и т.д. В апреле этого же года был выпущен второй полноформатный альбом Will Tomorrow Come?. Альбом получил звание "альбом месяца" от польского журнала Metal Hammer. В 1999 году группа была распущена, а трое её бывших участников создали новый проект The Man Called Tea.

## Состав

### Последний состав
- Tom - вокал
- Maggie - вокал
- Roger - гитара
- Matt - гитара
- Christopher - бас-гитара
- Michael - барабаныи перкуссия
- Chris - клавишные
- Magdalena - скрипка

### Бывшие участники
- Slawek - бас
- Bart - ударные
- Bai'Sahr - гитара
- Maja - гостевой вокал

## Дискография
- 1995 - Acme (демо)
- 1996 - ACME
- 1997 - The Stories Of Defeats (Мини-альбом)
- 1997 - Will Tomorrow Come?